# 1696 Nurmela
1696 Nurmela è un asteroide della fascia principale. Scoperto nel 1939, presenta un'orbita caratterizzata da un semiasse maggiore pari a 2,2614796 UA e da un'eccentricità di 0,0983060, inclinata di 6,04424° rispetto all'eclittica.
L'asteroide è dedicato all'accademico finlandese Tauno Kalervo Nurmela, professore di filologia romanza e cancelliere dell'Università di Turku.